# Прилегла зона

Прилегла зона (англ. Contiguous zone) — зона відкритого моря, в якій прибережна держава відповідно до міжнародного морського права може здійснювати контроль, необхідний для запобігання порушенням митних, фіскальних, імміграційних або санітарних законів і правил в межах її території або територіального моря; для покарання за порушення таких законів і правил, вчинені в межах її території або територіального моря.
Ширина прилеглої зони — до 24 морських миль від вихідних ліній, від яких відміряється ширина територіального моря.

## Історія
Виникнення подібних зон починається ще з XVIII сторіччя, коли ширина територіального моря у переважного числа держав не перевищувала 3 миль. Саме тоді деякі держави в односторонньому порядку стали встановлювати спеціальні зони за межами територіального моря, головним чином із метою боротьби з контрабандою. Вперше 5-мильну митну зону оголосила Велика Британія в 1736 році. У 1799 році 12-мильна митна зона була встановлена США, пізніше прилеглі зони були встановлені Францією, Бельгією й іншими країнами. В основному вони були спрямовані на припинення контрабанди, але в деяких випадках були фіскальні, санітарні й інші види прилеглих зон. З розвитком торгового мореплавства багато держав почали укладати угоди про прилеглу зону. Наприклад, Мексика в період із 1882 по 1899 роки уклала 10 угод із різними державами. Ще одним прикладом такого роду стала конвенція, укладена в 1925 році прибалтійськими країнами для боротьби з контрабандою алкогольних напоїв, у якій держави-учасниці взаємно погоджувати здійснення митного контролю над суднами приватних власників у 12-мильній зоні.
|                                                                                              | Договірні Сторони зобов'язуються не висувати будь-яких заперечень проти того, щоб кожна з них застосовувала в зоні, що простягається до дванадцяти морських миль від узбережжя або від зовнішнього кордону архіпелагів, свої закони до суден, які явно займаються контрабандою.Оригінальний текст (рос.) Договаривающиеся Стороны обязуются не выдвигать каких-либо возражений против того, чтобы каждая из них применяла в зоне, простирающейся до двенадцати морских миль от побережья или от внешней границы архипелагов, свои законы к судам, которые явно занимаются контрабандой. |
| — Конвенція про припинення контрабанди алкогольних товарів (Гельсінгфорс, 19.08.1925), ст. 9 | |

Перша спроба кодифікації звичайних міжнародних норм, що стосуються прилеглої зони, була почата в 1930 році на Гаазькій конференції, але закінчилася невдачею.
Кодифіковані норми про прилеглу зону вперше були встановлені в статті 24 Конвенції про територіальне море і прилеглу зону 1958 року, а потім у статті 33 Конвенції ООН з морського права 1982 року.

## Юридична природа
Прилегла зона є частиною відкритого моря, але зі спеціальним режимом, тож обидві конвенції містять положення про суто цільовий її характер. Зона встановлюється тільки для запобігання порушень митних, фіскальних, імміграційних або санітарних законів і правил прибережної держави, тобто у конкретних визначених цілях, розширення яких вочевидь неприпустимо. Отже, прилегла зона може бути тільки чотирьох видів: митна; фіскальна; імміграційна; санітарна.
За Конвенцією про територіальне море і прилеглу зону ширина прилеглої зони не може перевищувати 12 морських миль від тих же вихідних ліній, від яких відміряється і територіальне море. Іншими словами, право на прилеглу зону мають ті держави, територіальне море яких менше 12 миль (розмежування між суміжними державами проводиться по серединній лінії при відсутності угоди про інше).
UNCLOS 82 містить положення про те, що прилегла зона поширюється на відстань до 24 миль, що відраховуються від вихідних ліній. Останнє продиктовано необхідністю подолання розбіжностей з III Конференцією ООН з морського права щодо статусу економічної зони, оскільки у випадку встановлення такої зони, прилегла зона буде перекрита нею.
На відміну від деяких інших морських просторів, існування яких та суверенітет над якими не потребують прийняття окремих законів внаслідок самого факту приєднання держави до Конвенції 1982 року, контроль, що може здійснюватися державою в прилеглій зоні, потребує прийняття окремого законодавчого акту. Це пояснюється тим, що прилегла зона не є ані зоною суверенітету, ані зоною юрисдикції. Ця та ділянка морського простору, де прибережна держава може здійснювати обмежений контроль для запобігання порушенням чи для покарання за порушення певних правил, а також мати права та обов'язки щодо затонулих археологічних та історичних об'єктів.
Прилеглу санітарну зону встановили Аргентина, Венесуела, Індія; митну — Сирія, фіскальну — Індія, Югославія, Сирія; імміграційну — Індія, Португалія. Інші види таких зон: безпеки; кримінальної і цивільної юрисдикції; нейтралітету; запобігання забруднення; фортечні тощо.
У 2018 році правовий статус та режим прилеглої зони був визначений у законодавстві 83 прибережних держав. Не пізніше 2012 року у світі нараховувалося 55 таких держав.

## Прилегла зона України
9 липня 2003 Верховна Рада України прийняла за основу проєкт [Архівовано 25 січня 2019 у Wayback Machine.] закону України про внутрішні води, територіальне море і прилеглу зону України, який так і не був прийнятий.
Проєкт [Архівовано 25 січня 2019 у Wayback Machine.] закону про внутрішні води, територіальне море та прилеглу зону України, поданий 30 грудня 2002 року, був відкликаний після проходження першого читання. Така сама доля чекала на ще один законопроєкт [Архівовано 25 січня 2019 у Wayback Machine.].
Проєкт [Архівовано 25 січня 2019 у Wayback Machine.] закону про прилеглу зону України, поданий 23 липня 2009 року, пройшов перше читання, але провалився в другому.
І, нарешті, законопроєкт [Архівовано 25 січня 2019 у Wayback Machine.] № 8361 від 16 травня 2018 року, був прийнятий як Закон «Про прилеглу зону України» 6 грудня того ж року. На прискоренні роботи щодо юридичного закріплення прилеглої зони України позначилась військова агресія Росії проти українських суден у районі Керченської протоки. Закон підписаний Президентом 29 грудня і набрав чинності 4 січня 2019 року.
Згідно з Законом, прилегла зона України є морським поясом, що прилягає до територіального моря України, зовнішня межа якого перебуває на відстані не більше двадцяти чотирьох морських миль, відлічених від вихідних ліній, від яких відмірюється ширина територіального моря України.
Україна у своїй прилеглій зоні здійснює контроль, необхідний з метою:
1. запобігання порушенням митного, фіскального (податкового), імміграційного (міграційного), санітарного законодавства України у межах території України, включаючи її внутрішні води або територіальне море;
2. притягнення до відповідальності за порушення зазначеного законодавства.

З цією метою Державна прикордонна служба України може здійснювати:
 1) зупинення суден;
 2) огляд суден;
 3) затримання чи арешт суден та/або членів їх екіпажу, крім військових кораблів та інших державних суден, які використовуються з некомерційною метою.